# Kostra

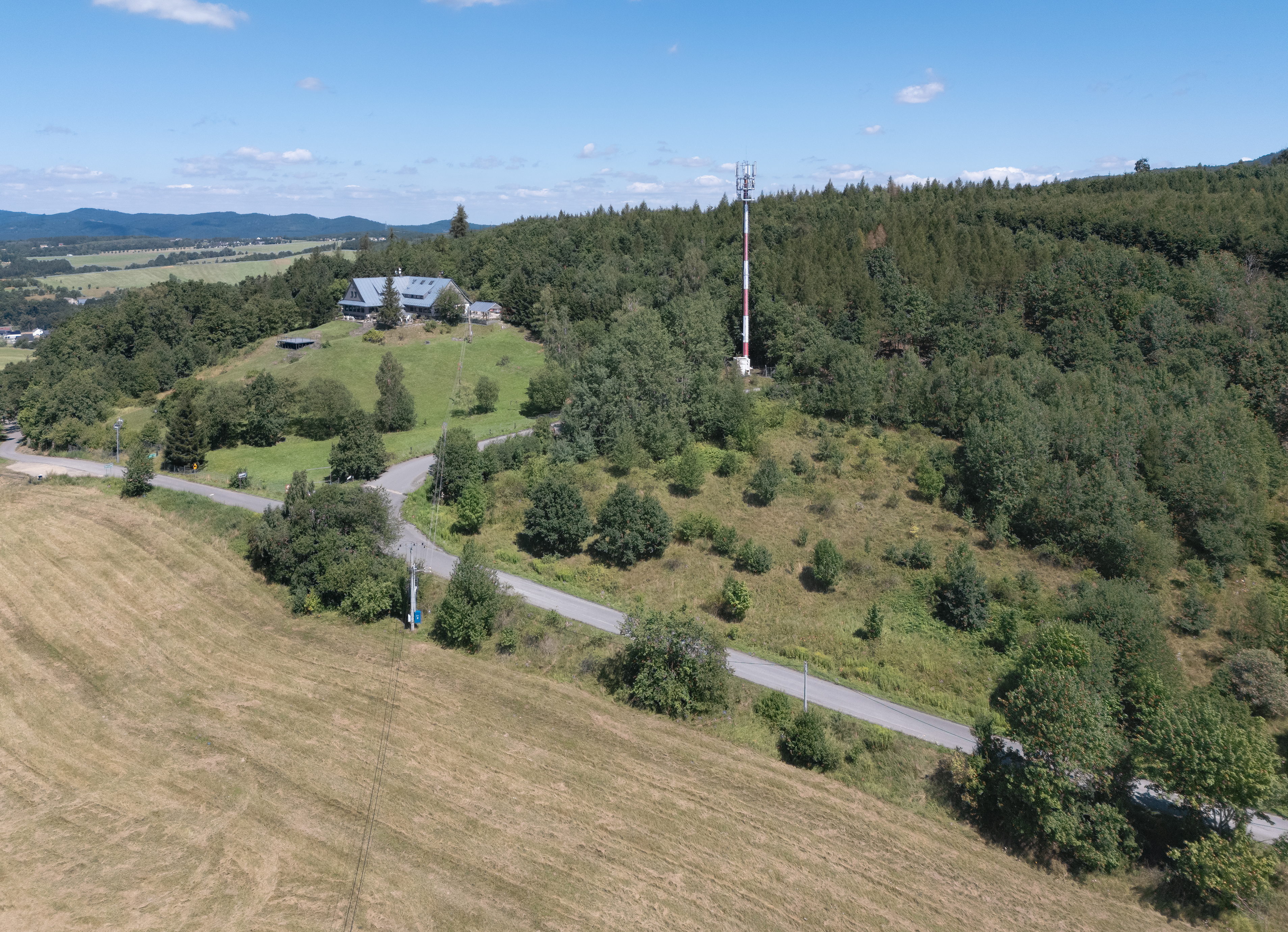
Zachodni stok Kostry z zajazdem Dom Krawca

Kostra (niem. Jachelberg) – wzniesienie o wysokości 491 m n.p.m. w Górach Bardzkich, w Sudetach Środkowych.

## Położenie
Wzniesienie, położone w Sudetach Środkowych, w południowo-zachodniej części Grzbietu Wschodniego Gór Bardzkich, na rozrogu odchodzącym od Kłodzkiej Góry w kierunku zachodnim. Wznosi się około 4,0 km na wschód od centrum Kłodzka.

## Charakterystyka
Wzniesienie o dość stromych zboczach z niewyraźnie zaznaczonym małym płaskim wierzchołkiem, górujące nad Jóźwikowem, kolonią wsi Jaszkówka od południa i Wojciechowicami od północy. Wzniesienie jest ostańcem denudacyjnym, ma postać niewielkiej kulminacji w kształcie wydłużonego wału opadającego w kierunku północno-zachodnim. Wznosi się na bocznym ramieniu Grzbietu Wschodniego, ciągnącym się od Kłodzkiej Góry w stronę Kłodzka. Położenie wzniesienia poniżej szczytu góry Obszerna na południowo-wschodnim skraju Gór Bardzkich, których ramię głęboko wcina się w Kotlinę Kłodzką, czyni górę rozpoznawalną w terenie.

## Budowa geologiczna
Wzniesienie zbudowane jest z dolnokarbońskich mułowców i łupków ilastych, a w części szczytowej z łupków chlorytowych, należących do struktury bardzkiej. Niższe partie zboczy pokrywają gliny zwałowe od południa i osady deluwialne od północy. Zbocza zajmują użytki rolne; jedynie wierzchołek porasta niewielki las mieszany regla dolnego.

## Turystyka
Przez szczyt wzniesienia przechodzi szlak turystyczny:
- żółty – który prowadzi z dworca PKP Kłodzko Miasto w Kłodzku na Kłodzką Górę[1].

U południowego podnóża poniżej szczytu położony jest budynek, w którym mieściło się popularne schronisko „Kukułka”, obecnie noszące nazwę Dom Krawca.

Zbocza wzniesienia stanowią punkt widokowy, z którego rozciągają się piękne i rozległe widoki ziemi kłodzkiej i prawie wszystkich otaczających ją pasm górskich.

## Inne
Dawne nazwy wzniesienia to: Jachelberg, Rożec, Kukułka.